# Кина на Светском првенству у фудбалу
Кинеска фудбалска репрезентација основана је 1924. године и придружила се ФИФА- од 1931–1958. године, а затим од 1979. Кина је први пут ушла у квалификације за Светски куп 1957. године у покушају да се квалификује за ФИФА Светско првенство 1958. године. Кина није успела да постигне гол у свом првом наступу на Светском првенству 2002. године. Међутим, квалификовање за турнир се сматра највећим достигнућем у историји кинеског фудбала. Како се фудбал увелико прати у Кини, тријумф репрезентације сматра се извором националног поноса. Око 300 милиона људи се пријавило за преносе утакмица Кине 2002, са 170 милиони нових телевизора које грађани купују како би гледали први наступ своје државе на Светском првенству.